# Yūsuke Ōmi
Yūsuke Ōmi (jap. 近江 友介, Ōmi Yūsuke; * 26. Dezember 1946 in der Präfektur Tokio) ist ein ehemaliger japanischer Fußballspieler.

## Nationalmannschaft
1970 debütierte Ōmi für die japanische Fußballnationalmannschaft. Ōmi bestritt fünf Länderspiele und erzielte dabei ein Tor. Mit der japanischen Nationalmannschaft qualifizierte er sich für die Asienspiele 1970.

## Errungene Titel
- Japan Soccer League: 1972
- Kaiserpokal: 1972